# 환자 안전
환자 안전(patient safety)은 환자에게 불리한 사건을 초래하는 과실 및 기타 유형의 불필요한 피해를 예방, 감소, 보고 및 분석함으로써 의료 서비스의 안전을 강조하는 규율이다. 환자 안전 사건으로 흔히 알려져 있는, 환자가 경험하는 피할 수 있는 부작용의 빈도와 규모는 여러 국가에서 의료 과실로 인해 상당한 수의 환자가 피해를 입고 사망한 것으로 보고된 1990년대까지는 잘 알려지지 않았다. 세계보건기구(WHO)는 의료 과실이 전 세계 환자 10명 중 1명에게 영향을 미친다는 점을 인식하여 환자 안전을 고질적인 문제라고 부른다. 실제로 환자 안전은 미성숙하지만 발전하고 있는 과학적 프레임워크의 지원을 받아 뚜렷한 의료 분야로 부상했다. 점차 성장하고 있는 연구 분야인 모바일 건강 앱을 통해 환자 안전 과학을 알리는 이론 및 연구 문헌으로 이루어진 중요한 학제간 자료가 있다.

## 같이 보기
- 수혈
- 근거중심의학
- 의원성
- 의료윤리학
- 의료 과실
- 원내감염
- 간호
- 완화치료
- 공중보건
- 스위스 치즈 모델
- 간병인